# Città Nuova Editrice
Città Nuova è una casa editrice italiana
nata a Roma nel 1959.

## Denominazione
La denominazione della casa editrice fa riferimento al progetto cristiano volto a "edificare una nuova civiltà". A tale progetto viene collegata la riscoperta e la pubblicazione dei volumi dei Padri della Chiesa, che rappresenta uno degli elementi del catalogo dell'Editrice.

## Storia
Il primo volume pubblicato è stato Meditazioni di Chiara Lubich.
Nella prima fase del proprio sviluppo Città Nuova Editrice ha consolidato il suo programma editoriale concentrandosi su tematiche religiose, teologiche, spirituali e sulla saggistica storico-letteraria. Oltre a dare voce agli autori considerati come "classici" del pensiero cristiano, Città Nuova ha cercato di essere attenta a settori culturali che, pur provenendo da esperienze diverse da quella cattolica, riflettono sui valori dell'uomo e sul destino storico dell'umanità. Città Nuova Editrice si occupa perciò anche dei temi del dialogo interreligioso e interculturale e ha avviato una serie di iniziative editoriali su questo importante aspetto della modernità. Ha successivamente introdotto nel proprio catalogo collane specifiche di natura storica, psicologica, pedagogica, sociologica e politologica.
Nel corso del convegno Bibliostar, Città Nuova ha presentato una piattaforma digitale per la ricerca e la consultazione delle fonti della cultura europea denominata PrimiSecoli.it. Su tale piattaforma è iniziata la pubblicazione delle opere più significative degli autori dei primi secoli dell'era cristiana, offrendo la possibilità di effettuare ricerche multiple sui testi in lingua originale e in italiano partendo dalla raccolta integrale di Agostino d'Ippona.
Città Nuova editrice fa parte del Gruppo Editoriale Città Nuova, denominazione che l'azienda assume dal 2008, collegato al movimento dei Focolari.
A partire dal 2010 l'attività editoriale si è poi estesa anche al settore degli e-book, sempre con particolare attenzione alle tematiche a sfondo religioso che costituiscono il nucleo della produzione editoriale dell'azienda.

## Collaboratori
- Angela Ales Bello